# Troyes
Troyes là tỉnh lỵ của tỉnh Aube, thuộc vùng Grand Est của nước Pháp, có dân số là 60.958 người (thời điểm 1999).

## Khí hậu
| Dữ liệu khí hậu của Troyes              | Dữ liệu khí hậu của Troyes | Dữ liệu khí hậu của Troyes | Dữ liệu khí hậu của Troyes | Dữ liệu khí hậu của Troyes | Dữ liệu khí hậu của Troyes | Dữ liệu khí hậu của Troyes | Dữ liệu khí hậu của Troyes | Dữ liệu khí hậu của Troyes | Dữ liệu khí hậu của Troyes | Dữ liệu khí hậu của Troyes | Dữ liệu khí hậu của Troyes | Dữ liệu khí hậu của Troyes | Dữ liệu khí hậu của Troyes |
| Tháng                                   | 1                          | 2                          | 3                          | 4                          | 5                          | 6                          | 7                          | 8                          | 9                          | 10                         | 11                         | 12                         | Năm                        |
| --------------------------------------- | -------------------------- | -------------------------- | -------------------------- | -------------------------- | -------------------------- | -------------------------- | -------------------------- | -------------------------- | -------------------------- | -------------------------- | -------------------------- | -------------------------- | -------------------------- |
| Cao kỉ lục °C (°F)                      | 16.2 (61.2)                | 20.4 (68.7)                | 23.7 (74.7)                | 27.8 (82.0)                | 31.0 (87.8)                | 37.9 (100.2)               | 38.6 (101.5)               | 40.6 (105.1)               | 33.7 (92.7)                | 30.3 (86.5)                | 22.8 (73.0)                | 19.0 (66.2)                | 40.6 (105.1)               |
| Trung bình ngày tối đa °C (°F)          | 6.2 (43.2)                 | 7.7 (45.9)                 | 11.9 (53.4)                | 15.2 (59.4)                | 19.5 (67.1)                | 22.7 (72.9)                | 25.7 (78.3)                | 25.4 (77.7)                | 21.2 (70.2)                | 16.3 (61.3)                | 10.1 (50.2)                | 6.7 (44.1)                 | 15.8 (60.4)                |
| Tối thiểu trung bình ngày °C (°F)       | −0.1 (31.8)                | −0.3 (31.5)                | 2.0 (35.6)                 | 3.7 (38.7)                 | 7.8 (46.0)                 | 10.7 (51.3)                | 12.8 (55.0)                | 12.6 (54.7)                | 9.6 (49.3)                 | 9.8 (49.6)                 | 3.0 (37.4)                 | 0.8 (33.4)                 | 5.8 (42.4)                 |
| Thấp kỉ lục °C (°F)                     | −23.0 (−9.4)               | −17.6 (0.3)                | −15.4 (4.3)                | −6.2 (20.8)                | −2.0 (28.4)                | 0.4 (32.7)                 | 3.1 (37.6)                 | 3.0 (37.4)                 | −0.4 (31.3)                | −7.0 (19.4)                | −11.1 (12.0)               | −18.0 (−0.4)               | −23.0 (−9.4)               |
| Lượng Giáng thủy trung bình mm (inches) | 50.5 (1.99)                | 42.1 (1.66)                | 47.7 (1.88)                | 50.9 (2.00)                | 61.7 (2.43)                | 56.6 (2.23)                | 54.4 (2.14)                | 52.2 (2.06)                | 53.3 (2.10)                | 63.6 (2.50)                | 51.2 (2.02)                | 60.6 (2.39)                | 644.8 (25.39)              |
| Số ngày giáng thủy trung bình           | 10.6                       | 9.2                        | 10.5                       | 9.5                        | 10.5                       | 9.3                        | 7.6                        | 7.7                        | 8.2                        | 9.7                        | 10.3                       | 11.3                       | 114.5                      |
| Số giờ nắng trung bình tháng            | 68.6                       | 88.3                       | 143.8                      | 184.8                      | 215.0                      | 229.4                      | 235.5                      | 228.2                      | 179.2                      | 123.6                      | 66.6                       | 53.6                       | 1.816,4                    |
| Nguồn: Météo France                     |                            |                            |                            |                            |                            |                            |                            |                            |                            |                            |                            |                            |                            |

## Dân số
| Năm | 1962   | 1968   | 1975   | 1982   | 1990   | 1999   |
| --- | ------ | ------ | ------ | ------ | ------ | ------ |
| Dân số | 67 545 | 74 896 | 72 165 | 63 579 | 59 255 | 60 958 |
| From the year 1962 on: No double counting—residents of multiple communes (e.g. students and military personnel) are counted only once. |        |        |        |        |        |        |

## Các thành phố kết nghĩa
- Alkmaar, Hà Lan
- Chesterfield, Vương quốc Liên hiệp Anh và Bắc Ireland
- Darmstadt, Đức

## Những người con của thành phố
- Thánh Patroclus von Troyes (mất khoảng năm 259)
- Petrus Comestor (mất khoảng năm 1178), nhà thần học
- Raschi (Rabbi Schlomo ben Jizchak, 1040–1105),
- Chrétien de Troyes (sinh khoảng 1140, mất khoảng 1190), tác giả
- Pierre Pithou (1539-1596), luật gia
- Pierre Mignard (1610-1695), họa sĩ
- François Girardon (1628-1715), nhà điêu khắc
- Félix Gustave Saussier (1828-1905), tướng quân đội và nghị sĩ
- Émile Coué (1857-1926), người sáng lập Autosuggestion.
- Édouard Herriot (1872-1957), chính trị gia Đệ tam Cộng hòa, ba lần là thủ tướng